# Giulio Ettore Erler
Giulio Ettore Erler (Oderzo, 20 gennaio 1876 – Treviso, 9 gennaio 1964) è stato un pittore italiano.

## Biografia
Figlio di Andrea, pasticcere, e di Giuditta Cappellotto, nacque in seguito a un parto difficoltoso che gli provocò una paresi al volto.
Studiò all'Accademia di Venezia seguendo i corsi di Guglielmo Ciardi, Antonio Dal Zotto e Ettore Tito. Nel 1895 fu abilitato all'insegnamento di disegno e più tardi conseguì il diploma in meccanica e cinematica.
Trasferitosi a Milano, insegnò alla Società Umanitaria e completò la sua formazione artistica frequentando un corso tenuto da Enrico Butti e Giuseppe Bertini (il quale, morto nel 1898, fu sostituito da Cesare Tallone).
Nel 1905 circa Erler, spronato da Arrigo Boito, soggiornò a Parigi, dove poté studiare gli impressionisti. Tra il 1917 e il 1918 insegnò figura all'Accademia di Brera.
Partecipa alle mostre collettive di Ca' Pesaro, a Venezia, nel 1908, 1911, 1912 e 1913.
Espone a molte mostre internazionali (Lipsia 1912 e Monaco di Baviera 1912 ecc), nel 1909 e 1911 viene invitato a partecipare al Salon d'Automne a Parigi.
L'opera "La signorina con cane" esposta alla Biennale del 1905 evidenzia l'artista a livello nazionale tanto che Pica lo pone al livello di Milesi, Selvatico, Grosso ecc.
Sin dal 1903 insegnò disegno all'istituto "Jacopo Riccati" di Treviso, occupazione saltuaria che condusse poi in modo continuativo dall'inizio degli anni venti, quando si trasferì definitivamente nel piccolo capoluogo veneto e vi aprì uno studio. Questa scelta, che provocò l'isolamento artistico di Erler, fu dettata probabilmente dalla sua insofferenza verso il fascismo.